# Grön violbuske
Grön violbuske (Iochroma umbellatum) är en växtart inom familjen potatisväxter.